# 2018년 콘스탄티노폴리스-모스크바 분열

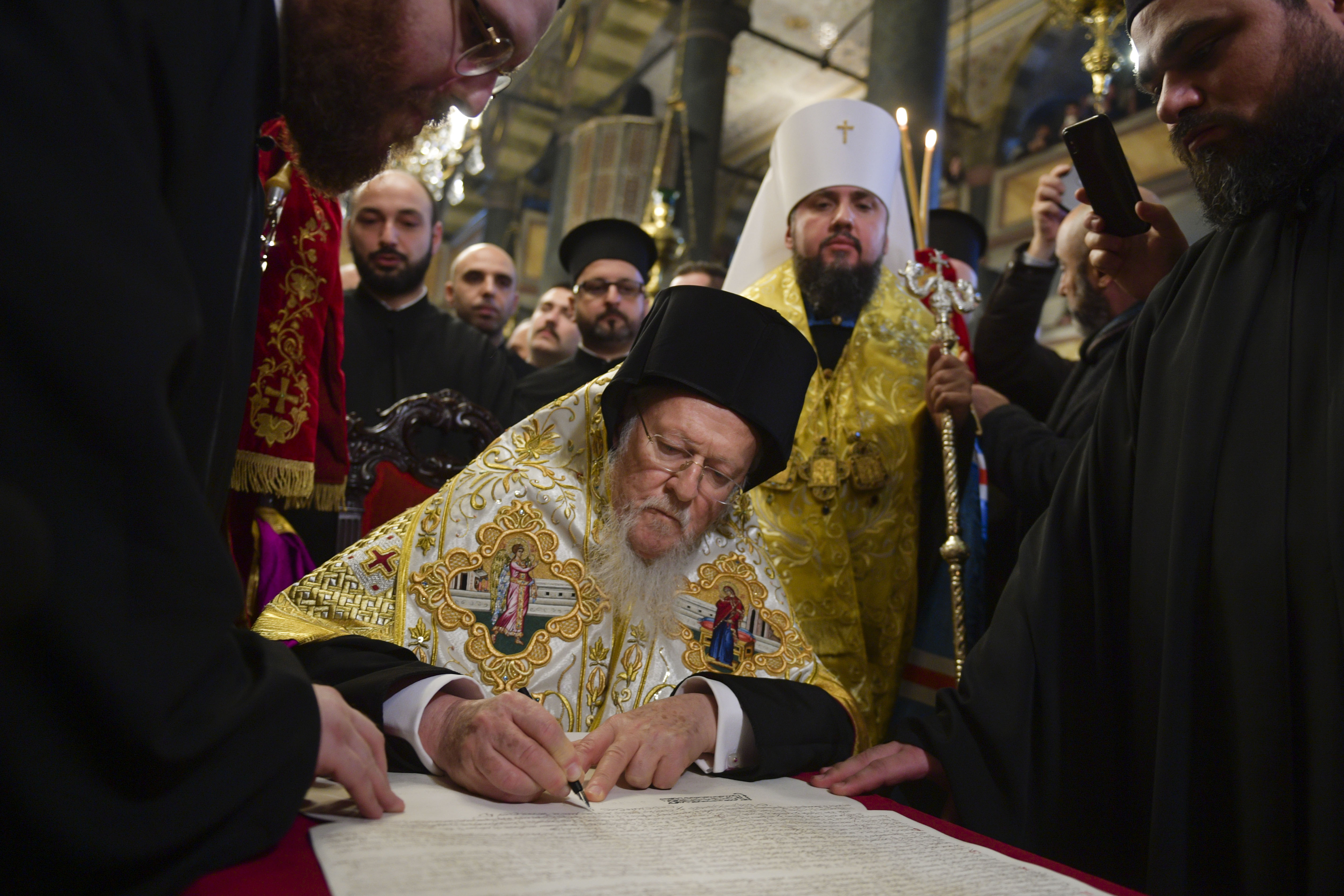

2018년 콘스탄티노폴리스-모스크바 분열은 2018년 말에 동방 정교회가 콘스탄티노폴리스 총대주교청과 러시아 정교회 계열로 완전한 상통관계가 단절되며 분열한 일이다.
콘스탄티노폴리스 총대주교청에서 2018년 10월 11일, 기존에 세계 정교회 산하에 있던 우크라이나 정교회 (모스크바 총대주교청)의 독립 교회 지위를 승인하고, 독립 정교회 교단 2개의 교회법적인 지위를 인정한데 대한 반발로 러시아 정교회와 해외 러시아 정교회가 콘스탄티노폴리스 총대주교청과 상통관계를 단절했다. 12월 15일에는 통합 우크라이나 정교회가 출범했다. 기존의 모스크바 총대주교청 우크라이나 정교회의 일부는 러시아 정교회 산하로 남고 일부는 통합에 참여했다.

## 같이 보기
- 러시아 민족통일주의
- 러시아 국민주의
- 제3의 로마